# 川村麟也

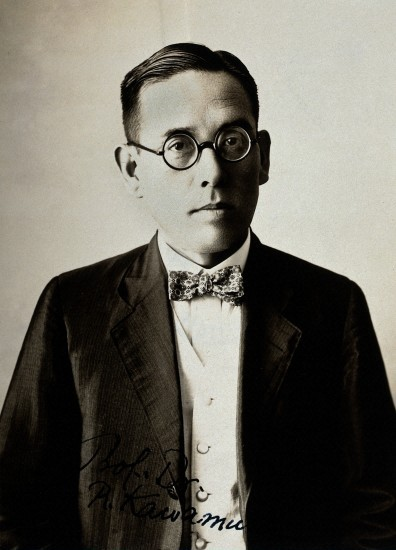
川村麟也

川村 麟也（かわむら りんや、1879年〈明治12年〉9月11日 - 1947年〈昭和22年〉10月31日）は、日本の医師、病理学者。ツツガムシ病の研究で知られる。東京大学医科学研究所名誉教授の川村明義（免疫学）は息子 。

## 来歴
1879年（明治12年）川村将徳の4男として山梨県北巨摩郡志田村（現・甲斐市）に生まれる。
1897年（明治30年）に上京。第一高等学校を経て1906年、東京帝国大学医科大学を卒業。すぐに病理学教室に入る。
1908年（明治41年）には奨学金を受け、イギリスとドイツに渡欧。ベルリンのヨハネス・オルト (Johannes Orth) とフライブルクのルードヴィッヒ・アショフ (Ludwig Aschoff) の下に留学。
1911年（明治44年）に帰国。4月6日、新潟医学専門学校（現・新潟大学医学部）病理学教室の初代教授に就任。同時に法医学教室も兼担した。また東京帝国大学講師を兼任した。新潟県地方病予防委員嘱託となり、地方病、特にツツガムシ病の病原体研究に努め、病原体がリケッチアであることを突きとめた 。
1916年（大正5年）、ツツガムシ病の発育環などの研究成果を発表した。彼は主にツツガムシ病の研究で著名であるが、他にも脂肪染色法など一般病理学面での業績も残している 。
日本住血吸虫症の研究でも成果を残した。
1922年（大正11年）、新潟医科大学教授になる。この年、彼は欧米に出張。二度目の外遊となる。4年後、日本に帰国。
1924年（大正13年）に類脂肪（コレステリンエステル）の研究により帝国学士院賞、1932年（昭和7年）にはツツガムシ病の病原体発見の業績に対し日本細菌学会の浅川博士奨学賞（浅川賞）を受賞。
1936年（昭和11年）10月、親友であった慶應義塾大学医学部病理学教室教授の草間滋が死去。
1937年（昭和12年）4月、川村は新潟医科大学を辞し、慶應義塾大学に草間の後任として異動。同時に社団法人北里研究所の部門長を兼任した。
1947年（昭和22年）10月、東京都で死去。69歳没。府中市の多磨霊園に埋葬される。

## 著作
- 『新潟県の地方病』越佐教育雑誌社、1923年3月。全国書誌番号:43053745。
- 『恙虫病之研究』南江堂書店、1925年1月。 NCID BN09538463。全国書誌番号:43005013。

### 共著
- 川村麟也、草間滋『病理総論』 上下巻、南江堂書店、1922年1月-1924年6月。 NCID BN07880407。全国書誌番号:43002875。

## 追慕録
- 小林忠義 編『川村麟也先生追慕録』慶應義塾大学医学部病理学教室、1950年11月。 NCID BA35032925。全国書誌番号:53012653。